# Людина-попередник
Людина-попередник, або людина попередня (Homo antecessor) — викопний вид людей, який існував в період від 1,2 млн до 800 тис. років тому. Homo antecessor вважається найдавнішим гомінідом Європи (старший тільки Homo georgicus, виявлений в Грузії недалеко від селища Дманісі — його вік сягає 1,7-1,8 млн років).

## Місце в еволюційному ланцюгу
На думку більшості антропологів, Homo antecessor — прямий попередник гейдельберзької людини, і, можливо, спільний предок неандертальця і людини розумної. Схожість з Homo georgicus дозволяє вбачати в ньому архаїчний підвид Homo erectus.

## Зовнішній вигляд
Голова H. antecessor відзначається незвичайною сумішшю характерних рис неандертальця і сучасної людини. У них були великі надбрівні дуги, довга і низька черепна коробка, масивна нижня щелепа без підборіддя і великі зуби, як у неандертальця. Обличчя, навпаки, було відносно плоским і не видавалося вперед, тобто було схожим на обличчя сучасної людини. Ріст — 1,6-1,8 м, об'єм мозку — близько 1000 см³.

## Історія відкриття
Вперше підвид був описаний в 1997 р. на основі знахідок (останки підлітка невідомої статі, 10-12 років), виявлених у 1994 р. в горах Атапуерка на території Іспанії. Вік знахідок датувався цифрою 800 тис. років. У печерах Атапуерка стародавні люди жили досить довго, і там накопичилася велика кількість розколотих кісток тварин, яких вживали в їжу. У древніх сміттєвих купах серед кісток коней, оленів, носорогів та інших травоїдних тварин вчені знайшли кістки людей. Всі вони явно були розколоті й розгризені, як і кістки тварин. Дослідники вважають, що серед харчових відходів знаходяться останки як мінімум одинадцяти осіб, причому майже всі вони були дітьми та підлітками. Хосе Марія Бермудес де Кастро, керівник проєкту «Атапуерка», що входить до списку об'єктів Світової спадщини ЮНЕСКО в Європі, говорить, що судячи з усього, у древніх людей не було нестачі в їжі. Місцевість навколо печер в ті часи була дуже родючою, травоїдних тварин, що служили здобиччю стародавнім людям, було багато. Склад сміттєвих куп в печерах також не свідчить про голод. Що змусило їх їсти собі подібних, причому дітей, незрозуміло. На ритуальний канібалізм це не схоже — після ритуалу кістки навряд чи б викидали в загальну купу. Можливо, що мешканці Антапуерки з'їдали своїх сусідів з інших печер, захоплених під час нападів на них.
У 2007 році експедицією Еудальда Карбонеля в печері Сіма дель Елефанте (Іспанія) були виявлені нові останки даного виду людини. Знахідка представлена у вигляді щелепи жінки 30-40 років і датувалася вже 1,2 млн років. У печерних відкладах Сіма дель Елефанте виділено 13 послідовних шарів. Сліди присутності людини виявлені в третьому шарі знизу, приблизно в 4 м від кам'яного дна печери. В одному шарі з людською щелепою знайдено кістки різноманітних дрібних ссавців, в тому числі мишоподібних гризунів і хижаків з родини куницевих. По єдиному уламку нижньої щелепи важко однозначно визначити видову приналежність знахідки. По ряду морфологічних ознак ця щелепа нагадує деяких представників виду Homo erectus і навіть більш примітивного Homo georgicus.

## Ресурси Інтернету
- Люди прийшли в Європу більше мільйона років тому [Архівовано 16 січня 2013 у Wayback Machine.]
- Стародавні люди виду Homo antecessor були канібалами [Архівовано 13 січня 2013 у Wayback Machine.]
- Детальний опис місцезнаходження Гран Долина, каталог знахідок Homo antecessor [Архівовано 13 лютого 2013 у Wayback Machine.]
- Все про Сіма дель Елефанте [Архівовано 16 лютого 2013 у Wayback Machine.]